# Kommt ein Mann ins Zimmer
Kommt ein Mann ins Zimmer (Man Walks into a Room) ist der erste Roman der amerikanischen Schriftstellerin Nicole Krauss. Bei seinem Erscheinen 2002 brachte er ihr „auf Anhieb Kritikerlob, darunter das der Kulturikone Susan Sontag“. 2006 erschien die deutsche Übersetzung von Grete Osterwald.

## Handlung
Der Englischprofessor Samson Greene irrt orientierungslos in der Mojave-Wüste Nevadas in der Nähe von Las Vegas herum. Bei ihm wird ein Gehirntumor diagnostiziert, der sein Gedächtnis teilweise zerstört hat. Die Erlebnisse nach seinem zwölften Lebensjahr sind aus seinem Gedächtnis getilgt.
Samson kehrt mit seiner Frau Anne nach New York zurück. Das Zusammenleben der beiden funktioniert jedoch nicht mehr und Samson zieht bei Anne aus und in die Wohnung seiner früheren Studentin Lana ein. Diese ist für einige Monate nach Kalifornien gezogen.
Samson wird von einem Forscher gebeten, an einem Projekt teilzunehmen. Dabei geht es darum, Personen die Erinnerungen anderer Menschen einzupflanzen. Das Forschungszentrum liegt in der Wüste von Nevada. Samson trifft in der Forschungsstation auf Donald, einen früheren Soldaten, der als Spender einer Erinnerung dient. Samson wird die Erinnerung an einen Atombombenversuch im Jahre 1957 eingepflanzt. Traumatisiert läuft er aus der Station weg. Zunächst reist er nach Las Vegas und versucht, sich mit Donald zu treffen, und von dort aus weiter nach Kalifornien, um das Grab seiner Mutter zu besuchen. Dazu macht er seinen Großonkel Max ausfindig, der in einem Pflegeheim wohnt und bereits ziemlich senil ist. Samson nimmt den alten Mann mit zum ehemaligen Haus der Familie, in dessen Garten angeblich die Urne der Mutter begraben liegt.

## Hauptpersonen
- Samson Greene
- Anne, seine Frau, 31 Jahre alt, arbeitet als Sozialarbeiterin im Sozialamt von New York
- Lana, ehemalige Studentin von Samson
- Donald Selwyn, ehemaliger Soldat und Zeuge eines Atombombenversuchs in der Wüste von Nevada, von schlechter Gesundheit (Lungenprobleme), hat Grundbesitz in der Nähe von Las Vegas erworben
- Dr. Ray Malcolm, Neurochirurg, wohnt in der Nähe von Los Angeles und betreibt ein von der US-Regierung finanziertes Forschungslabor in der Mojave-Wüste.
- Samsons Großonkel Max wohnt in einem Pflegeheim in Kalifornien, gebürtiger Deutscher, hat früher in Italien gelebt und früher immer eine italienische Kleinstadt aus der Vogelperspektive gezeichnet.

## Interpretation
Samson verliert die Erinnerung an den Großteil seines Lebens und klammert sich an die wenigen Erinnerungen aus seiner Kindheit, die ihm geblieben sind. Dem biblischen Samson werden die Augen ausgestochen und er wird gefangen genommen. Als er Gelegenheit dazu bekommt, tötet er seine Feinde, indem er einen Tempel über ihnen zusammenstürzen lässt. Wie der Samson des Alten Testaments verliert auch der Samson in diesem Buch seine Sicht, in diesem Fall auf seine Vergangenheit. Auch unser Samson gewinnt aber seine Kraft zurück (die des Verstandes). Wie viele Menschen ist er aber auch gefangen durch seine Erinnerungen und er hat Schuldgefühle, weil er sich an den Tod seiner Mutter nicht erinnern kann. Deshalb begibt er sich ans Grab seiner Mutter. Dieser Mutterkomplex wird durch die moderne Psychologie auch beim biblischen Samson diagnostiziert.
Die eingepflanzte Erinnerung eines anderen Menschen ist für ihn wertlos, stellt keinen Halt dar, sondern die Erinnerung an die Atombombenexplosion traumatisiert ihn.